# Redmi Note 10
Redmi Note 10 та Redmi Note 10S — смартфони суббренду Xiaomi Redmi, що відносяться до серії Redmi Note. Були представлені 4 березня 2021 року разом з Redmi Note 10 5G та Redmi Note 10 Pro. Є наступниками Redmi Note 9 та Redmi Note 9S відповідно.
Смартфони ззовні відрізняються лише кольорами, а всередині ― процесором, основним модулем камери та присутністю у S-моделі модуля NFC.
У 2022 році Redmi Note 10S був перевипущений в Індії без комплектного зарядного пристрою як Redmi Note 11 SE (не плутати з китайським Redmi Note 11SE) та компанією POCO як POCO M5s з ледь зміненим дизайном задньої панелі.

## Дизайн
Екран виконаний зі скла Corning Gorilla Glass 3. Корпус смартфонів виконаний з пластику.
У POCO M5s дизайн відрізняється від Redmi Note 10S тільки чорним квадратом на задній панелі з блоком камери та логотипом «POCO».
Знизу розміщені роз'єм USB-C, динамік, мікрофон та 3.5 мм аудіороз'єм. Зверху розташовані другий мікрофон, ІЧ-порт та другий динамік. З лівого боку розташований слот під 2 SIM-картки і карту пам'яті формату microSD до 512 ГБ. З правого боку розміщені кнопки регулювання гучності та кнопка блокування смартфону, в яку вбудований сканер відбитків пальців.
Redmi Note 10 продається в 3 кольорах: Onyx Gray/Shadow Black (сірий), Pebble White/Frost White (білий) та Lake Green/Aqua Green (зелено-білий).
Redmi Note 10S продається в 3 кольорах: Onyx Gray (сірий), Pebble White (білий) та Ocean Blue (біло-блакитний). Також в серпні 2021 року смартфон поступив у продаж у кольорі Starlight Purple (фіолетовий).
POCO M5s продається в 4 кольорах: сірому, білому, блакитному та жовтому.

## Технічні характеристики

### Платформа
Redmi Note 10 отримав процесор Qualcomm Snapdragon 678 та графічний процесор Adreno 612.
Redmi Note 10S отримав процесор MediaTek Helio G95 та графічний процесор Mali-G76 MC4.

### Батарея
Смартфони отримали батарею об'ємом 5000 мА·год та підтримку швидкої зарядки на 33 Вт. В Redmi Note 11 SE та POCO M5s відсутній комлпектний блок зарядки.

### Камера
Redmi Note 10 отримав основну квадрокамеру 48 Мп, f/1.79 (ширококутний) + 8 Мп, f/2.2 (ультраширококутний) + 2 Мп, f/2.4 (макро) + 2 Мп, f/2.4 (сенсор глибини) з фазовим автофокусом та здатністю запису відео в роздільній здатності 4K@30fps.
Redmi Note 10S/11 SE/POCO M5s отримали основну квадрокамеру 64 Мп, f/1.79 (ширококутний) + 8 Мп, f/2.2 (ультраширококутний) + 2 Мп, f/2.4 (макро) + 2 Мп, f/2.4 (сенсор глибини) з фазовим автофокусом та здатністю запису відео в роздільній здатності 4K@30fps.
Фронтальна камера в сіхмоделей отримала роздільність 13 Мп, діафрагму f/2.5 (ширококутний) та здатність запису відео у роздільній здатності 1080p@30fps.

### Екран
Екран Super AMOLED, 6.43", FullHD+ (2400 × 1080) зі співвідношенням сторін 20:9, щільністю пікселів 409 ppi та круглим вирізом під фронтальну камеру, що знаходиться зверху в центрі.

### Звук
Смартфони отримали стереодинаміки. Динаміки розташовані на верхньому та нижньому торцях.

### Пам'ять
Redmi Note 10 продається в комплектаціях 4/64, 4/128 та 6/128 ГБ. В Україні смартфон доступний тільки у версії 4/64 та 4/128 ГБ.
Redmi Note 10S продається в комплектаціях 4/64, 6/64, 4/128, 6/128 та 8/128 ГБ. В Україні смартфон доступний тільки у версії 6/64 та 6/128 ГБ.
Redmi Note 11 SE продається в комплектації 6/64 ГБ.
POCO M5s продається в комплектаціях 4/64, 4/128 та 6/128 ГБ.

### Програмне забезпечення
Redmi Note 10 був випущений на MIUI 12, а Redmi Note 10S та Note 11 SE — на MIUI 12.5. Обидві оболонки на базі Android 11. POCO M5s був випущений на MIUI 13 для POCO на базі Android 12.
Обидві моделі були оновлені до MIUI 14. В Redmi Note 10 вона на базі Android 12, а в Redmi Note 10S/11 SE — на базі Android 13. POCO M5s був оновлений до на MIUI 14 для POCO на базі Android 13.

## Ціна
Redmi Note 10 поступив у продаж 19 березня 2021 року за ціною 5499 грн. в версії 4/64 ГБ та 6999 грн. в версії 4/128 ГБ. Також 12 березня 2021 року пройшов Mi Flash Live розпродаж, на якому смартфон можна було взяти за дешевшою ціною.
Redmi Note 10S поступив у продаж у травні 2021 року.